# Libanons flagga

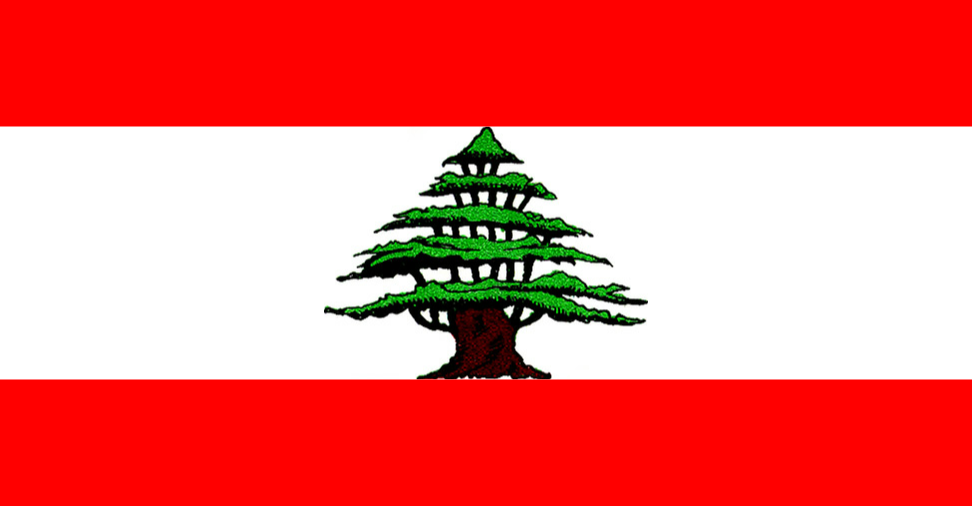
Inofficiell variant av flaggan.

Libanons flagga innehåller tre horisontella fält: två röda och ett vitt i mitten där de röda fälten är hälften så breda som det vita. I det vita fältet finns ett cederträd. Den nuvarande flaggan antogs när Libanon blev självständigt 7 december 1943. Flaggans proportioner är 2:3.

## Symbolik
Flaggans utformning är vald med syftet att den ska ha ett neutralt förhållande till de religiösa grupper som finns i landet. Trädet står som symbol för styrka, helighet och evighet. Cederträdet har använts som symbol i Libanon under flera tusen år, och omtalas bland annat på flera ställen i Bibeln (till exempel Ps 92:13: De rättfärdiga grönskar som palmer, växer höga som cedrar på Libanon). De kristna maroniterna på 1700-talet använde en vit flagga med ett cederträd. Den röda färgen sägs stå för självuppoffring och den vita symboliserar freden. Ett annat sätt att tolka den röda färgen är att de libanesiska trupper som stred i första världskriget hade röda uniformer.

## Tidigare flaggor

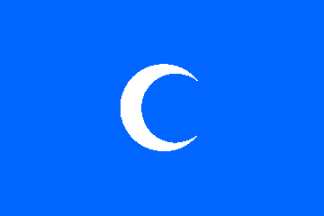
Shehabemiratets flagga 1697-1842
Inofficiell flagga använd 1848-1920
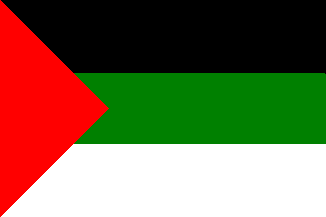
Flagga under den arabiska administrationen 1918-1920
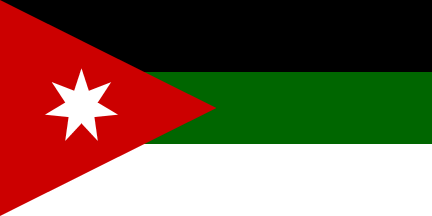
Flaggan under kungariket Syriens styre 1920
Franska Libanons flagga 1920-1943
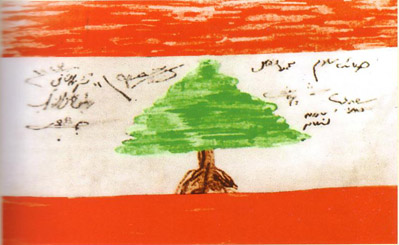
Flaggskissen från självständighetsförklaringen i parlamentet 1943